# Мельничук Феодосій Дмитрович
Феодо́сій Дми́трович Мельничу́к (нар. 25 травня 1942, село Кімнатка, тепер Кременецького району Тернопільської області) — український радянський діяч, начальник механізованого загону колгоспу «40-річчя Жовтня» Кременецького району Тернопільської області. Депутат Верховної Ради УРСР 11-го скликання.

## Біографія
Народився в селянській родині. Проживав на хуторі Зелена біля села Кімнатка Кременецького району Тернопільської області.
Освіта середня. У 1960 році закінчив Кременецьке училище механізації сільського господарства Тернопільської області.
З 1960 року — тракторист радгоспу «Киргизія» Каркаралинського району Карагандинської області Казахської РСР. Служив у Радянській армії.
З 1964 року — тракторист, ланковий, начальник механізованого загону з вирощування цукрових буряків колгоспу «40-річчя Жовтня» села Гаї Кременецького району Тернопільської області.
Член КПРС з 1968 року.
Потім — на пенсії в селі Кімната Кременецького району Тернопільської області.

## Нагороди
- орден Трудової Слави 2-го ступеня
- орден Трудової Слави 3-го ступеня
- медалі
- лауреат Державної премії Української РСР